# Polaire

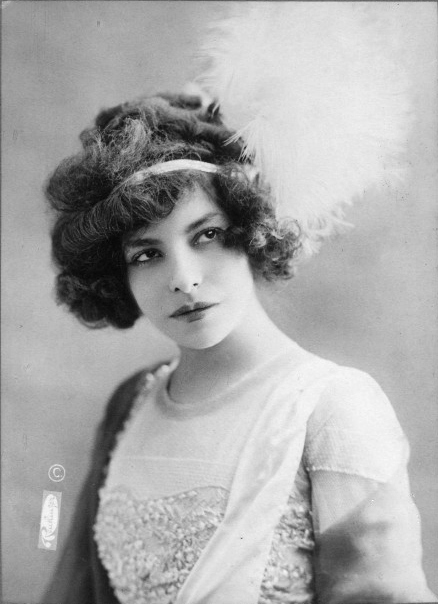
Polaire

Émilie Marie Bouchaud (14 de maio de 1874 - 14 de outubro de 1939), mais conhecida por seu nome artístico Polaire, era uma cantora e atriz francesa. 
Ela era conhecida por seu espartilho extremamente apertado, apelidado de cintura de vespa, supostamente medindo menos de 41 cm (16 polegadas), e sua presença excêntrica no palco, o que gerava recepções mistas.

## Biografia

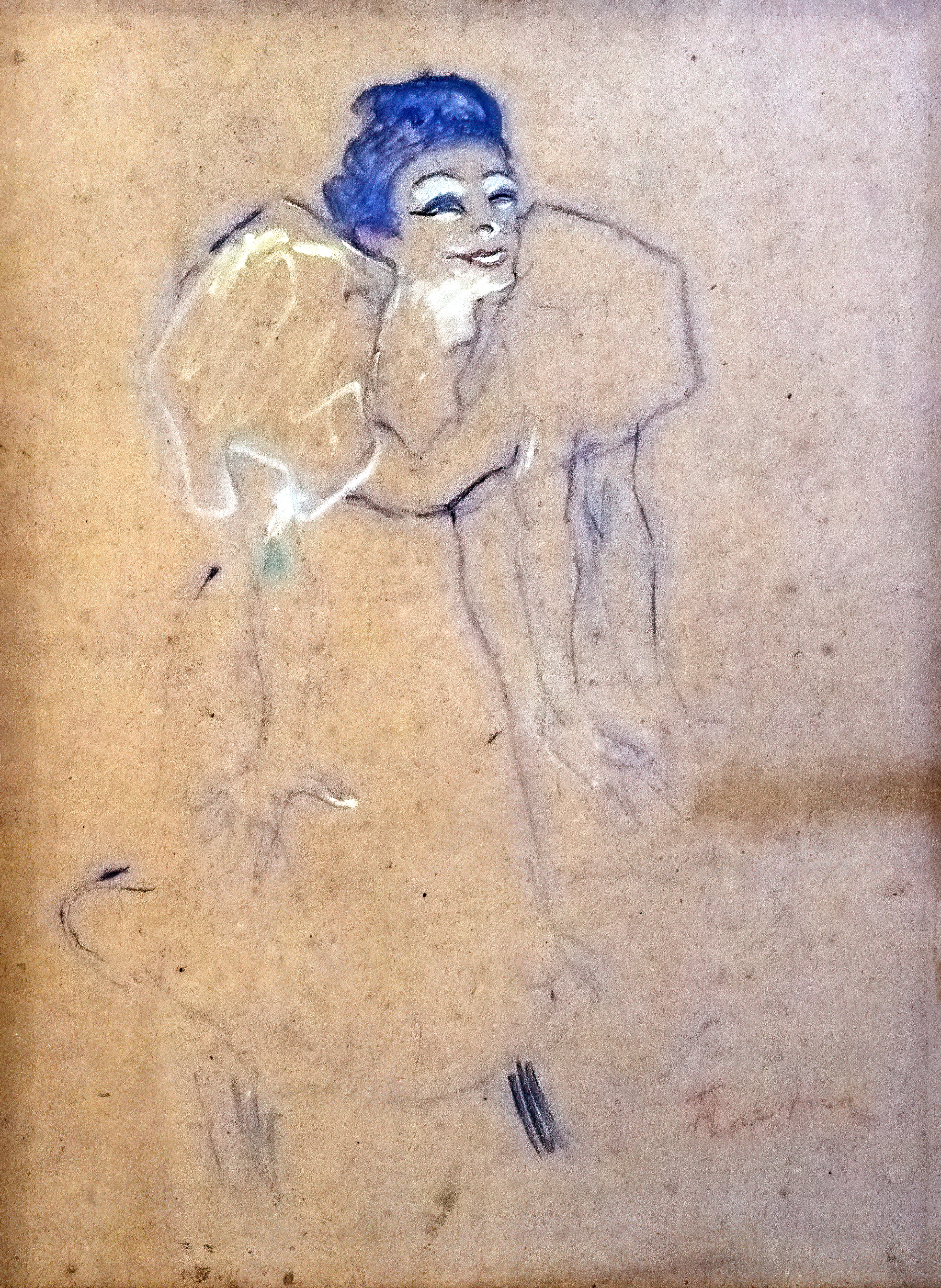
Mademoiselle Polaire 1895 - Toulouse-Lautrec

### Início da vida
Bouchaud nasceu em Agha, Argel, na Argélia francesa, em 14 de maio de 1874; de acordo com suas memórias, ela era uma das onze crianças, das quais apenas quatro - Émilie, seus dois irmãos Edmond e Marcel e uma irmã, Lucile - sobreviveram à infância. Seu pai morreu de febre tifoide quando Émilie tinha cinco anos e sua mãe, incapaz de sustentá-los sozinhos, colocou temporariamente os quatro filhos com a avó em Argel. Marcel morreu pouco depois. Em 1889, depois que a mãe começou um relacionamento com um homem chamado Emmanuel Borgia, a família se mudou com ele para Paris. Lá, sua mãe encontrou trabalho e também tentou encontrar emprego doméstico para a filha. Eventualmente, no entanto, depois que sua irmã Lucile ficou doente e morreu, Émilie foi enviada de volta para sua avó em Argel.
Borgia, sua mãe e o único irmão sobrevivente Edmond permaneceram em Paris. Emilie não se estabeleceu e, em setembro de 1890, fugiu para se juntar à mãe na França. Com medo, porém, de se encontrar com o parceiro de sua mãe, Borgia (a quem ela acusa em suas memórias de ter tentado molestá-la), ela se aproximou primeiro de seu irmão Edmond. Ele já havia ganhado fama como cantor de concertos de café sob o nome de Dufleuve, e com sua ajuda, ela fez o teste para seu primeiro emprego como cantora de cafés, com cerca de 17 anos.

### Carreira

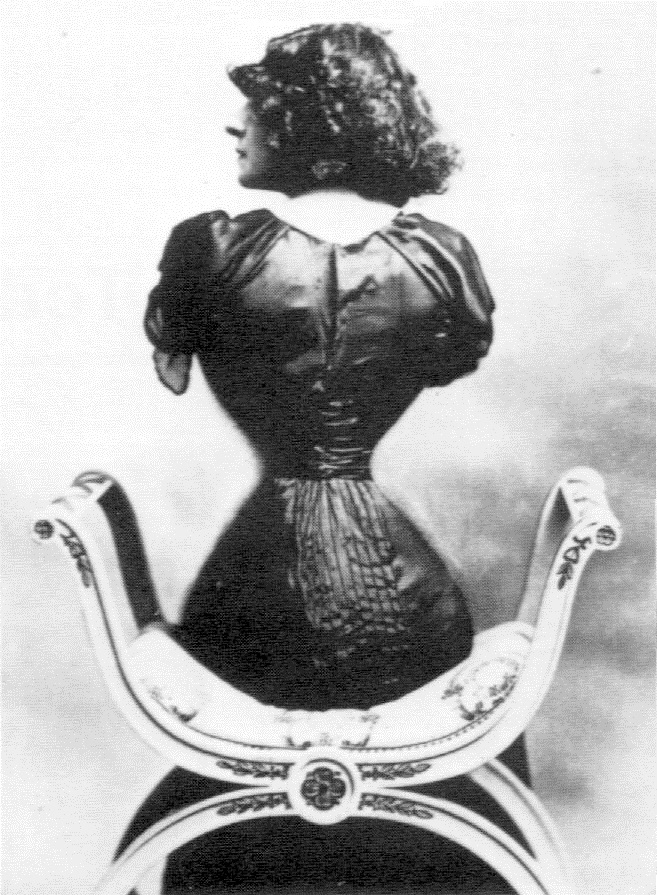
Polaire mostrando sua cintura de vespa em 1900.

A carreira de Polaire na indústria do entretenimento se estendeu desde o início da década de 1890 até meados da década de 1930, e abrangeu desde o cantor de music hall até a atriz de teatro e cinema. Seu período de maior sucesso profissional foi entre meados da década de 1890 e o início da Primeira Guerra Mundial.
Adotando o nome artístico Polaire ("Estrela Polar"), ela trabalhou primeiro como cantora e dançarina de um auditório: um de seus primeiros sucessos foi a versão francesa de Ta-ra-ra Boom-de-ay. Tendo rapidamente se destacado - Toulouse-Lautrec a retratou em uma capa de revista em 1895 - Polaire visitou brevemente Nova York, aparecendo lá como uma cantora em vários locais, mas sem alcançar grande sucesso. Ao retornar a Paris, ela ampliou seu alcance e passou a atuar em teatro sério. Sua primeira aparição importante foi em 1902, no Théâtre des Bouffes Parisiens, no papel-título de uma peça baseada em Claudine à Paris, de Colette. Atriz cômica, Polaire se tornou uma das principais celebridades de sua época e, mais tarde, conforme o cinema se desenvolvia, apareceu em vários filmes.
Em 1909, Polaire foi escalada para seu primeiro papel no cinema mudo em Moines et guerriers. Em 1910, ela voltou ao palco, aparecendo em Londres e depois em Nova York. (1910 foi a data de sua primeira visita aos Estados Unidos como uma celebridade, e os lançamentos publicitários não mencionaram suas aparições anteriores em 1895.) Em 1912, na França, ela foi convidada para participar de um filme pelo filme. próximo diretor Maurice Tourneur. Ela apareceu em seis de seus filmes em 1912 e 1913. Depois voltou ao palco musical e iniciou uma segunda turnê pelos Estados Unidos, após o que apareceu no Coliseu de Londres. Em 1915, Polaire fez aparições frequentes em Londres e se envolveu em esforços de angariação de fundos em tempos de guerra. Ela voltou aos filmes em 1922, mas nos anos em declínio de sua carreira teve que se contentar com papéis menores.
Sua filmografia precisa é difícil de determinar devido à confusão entre ela e uma atriz italiana mais jovem com o nome de tela "Pauline Polaire", que também apareceu nos primeiros filmes. Sua última aparição no cinema foi em 1935 em Arènes joyeuses, dirigida por Karl Anton.

### Aparições
Ela era hábil em usar sua aparência para atrair atenção. Nos seus primeiros dias como cantora de café na década de 1890, ela usava saias muito curtas e também cortava o cabelo, modas que não se tornaram comuns no resto da sociedade até a década de 1920. Uma morena, ela usava maquiagem incomumente pesada nos olhos, deliberadamente evocativa do mundo árabe. No momento em que o apertado entre as mulheres estava em voga, ela era famosa por sua cintura minúscula e com espartilho, que teria uma circunferência não superior a 410 mm (16 polegadas). Isso acentuou seu busto grande, que teria medido 970 mm (38 polegadas). Ela tinha 1,60 m de altura. Sua aparência marcante, dentro e fora do palco, contribuiu para sua celebridade.